# Соса (митологија)
Соса је у грчкој митологији била нимфа.

## Митологија
Соса је била Ореада или Најада, чији родитељи нису познати и која је потицала из Аркадије на Пелопонезу. Према Нону она је била Панова мајка, кога је добила са Хермесом. Према неким изворима, Нон наводи да је она заправо била Агрејева мајка, а који је био један од Панова који су се придружили Дионису у његовој кампањи против Индије. Она је поистовећена се двема аркадијским нимфама, Пенелопејом и Тимбридом, које су у другим изворима наведене као мајке бога Пана. Такође, поистовећена је са Дријадом Ерато, која је попут Сосе, била пророчница са планине. Ератин супруг Аркад је из исте постојбине као и Хермес.